# 雞湯汆海蚌
鸡汤汆海蚌是一道经典闽菜，使用福州长乐漳港的海蚌“西施舌”，以及一碗沸鸡汤制成。

## 制作
首先将海蚌洗净，再切成薄片，放入水中汆至8成熟，捞起。放入碗里，接着倒入一碗沸鸡汤，这样这道鸡汤汆海蚌就算完成。

## 营养
海蚌滋补阴阳，鸡汤温热滋阴。

## 现今
现今的鸡汤汆海蚌已非原来鸡汤加海蚌这么简单了。现在的鸡汤汆海蚌已经成为自助餐一般，做好后，亦可以在汤里加入鱼丸，卤蛋，肉类等。